# Georges Vedel
Pour les articles homonymes, voir Vedel.
Georges Vedel, né le 5 juillet 1910 à Auch (Gers) et mort le 21 février 2002 dans le 7e arrondissement de Paris, est un professeur français de droit public.
Il est, selon Guy Carcassonne et Olivier Duhamel, le « refondateur du droit public » en France.

## Biographie
Son père, militaire de carrière, était originaire de Mazamet.[réf. nécessaire]
Georges Vedel naît le 5 juillet 1910 à Auch (Gers) et meurt le 21 février 2002 dans le 7e arrondissement de Paris.

### Scolarité
Il obtient son doctorat en droit en 1934 et est reçu à l'agrégation de droit (en droit public) en 1936.

### Carrière universitaire
Georges Vedel enseigne, une fois l'agrégation obtenue, aux facultés de l'université de Poitiers (1937) puis de université de Toulouse (1939).
En 1949, il est nommé à la faculté de droit de l'université de Paris, où il enseigne jusqu'en 1979. Il enseigne parallèlement à l'Institut d'études politiques de Paris. Il a donné des cours à l'École centrale des arts et manufactures de Paris, en même temps que l'économiste Raymond Barre, à l'École des Mines et à HEC Paris.
Il fut l'avant-dernier doyen de la faculté de droit et des sciences économiques de Paris (de 1962 à 1967), précédant le doyen Alain Barrère, professeur d'économie politique (de 1967 à 1970), avant son éclatement entre les universités Paris I et Paris II.
Il est l'auteur d'un manuel de droit constitutionnel (1949) et de droit administratif (1958), qui ont marqué des générations de juristes. Il est principalement connu pour sa théorie des bases constitutionnelles du droit administratif et donc de l'unité du droit public français, dont « le cas le plus illustratif est celui de la comparaison des décisions du Conseil constitutionnel d’avec les arrêts du Conseil d'État », qui sont marquées par leur ressemblance.
Son Manuel de droit constitutionnel (1949) reste une référence pour tout étudiant qui veut comprendre les bases théoriques de la matière. Mais il s'est aussi beaucoup intéressé à la science politique qu'il a d'ailleurs professée longtemps.
Le doyen Georges Vedel a aussi écrit une multitude d'articles, principalement de droit public, publiés dans les plus grandes revues nationales et internationales. On ne compte plus les conférences qu'il a pu donner dans la plupart des grandes universités françaises et étrangères.
Peu avant sa mort, il a signé un article, approuvé par Robert Badinter, dans lequel il considérait comme anticonstitutionnelle la loi du 29 janvier 2001 portant reconnaissance du génocide arménien.
Il a été consulté dans des contentieux célèbres (ex. : Amoco Cadiz). Il était fortement engagé pour la réduction du mandat présidentiel (passage du septennat au quinquennat). De même, il a présidé un grand nombre de comités scientifiques de colloques prestigieux tant en France qu'à l'étranger (ex. : La Contribution de la présidence de Georges Pompidou à la Ve République, Aurillac, avril 1994). Il a aussi participé, comme membre ou président, à des dizaines de jurys de thèse ainsi qu'à de nombreux jurys d'agrégation de droit public. Il a aussi été un membre de la Fédération nationale des syndicats autonomes de l’enseignement supérieur et de la recherche qu'il a présidée de 1964 à 1972.

### Fonctions et nominations
Conseiller juridique de la délégation française dans les négociations sur le Marché commun et l'Euratom (1956-1957) lors des conférences de Venise, Bruxelles et Rome. Cet organisme public européen chargé de coordonner les programmes de recherche sur l'énergie nucléaire a été institué pour une durée « illimitée » par le traité Euratom, signé le 25 mars 1957 par les six pays membres de la Communauté européenne du charbon et de l'acier (CECA), et est entré en vigueur le 1er janvier 1958.[réf. nécessaire]
Georges Vedel participe au collège chargé de la rédaction de la Constitution monégasque du 17 décembre 1962.
Il est membre du Conseil économique et social (1969-1979).[réf. nécessaire]
Il est président du Centre d'étude des revenus et des coûts (CERC 1976-1980).
Georges Vedel est membre du Conseil constitutionnel, de 1980 à 1989, au titre des nominations faites par Valéry Giscard d'Estaing, président de la République jusqu'en 1981. Son mandat au sein du Conseil est unanimement reconnu comme l'un des plus marquants de l'institution. Il a véritablement influé, par sa science du droit et sa connaissance des institutions, sur certaines décisions, comme celles relatives à la loi de nationalisation du 16 janvier 1982 et la Loi relative à l'enseignement supérieur du 20 janvier 1984, dont il a été le rapporteur. Il a présidé en 1992 et 1993 une commission chargée de proposer des réformes constitutionnelles nommé par le président de la République François Mitterrand. Son rôle y fut considérable.
Georges Vedel a été consulté à de nombreuses reprises par des gouvernements français (de la IVe et de la Ve) de toute obédience ainsi que par un certain nombre de gouvernements étrangers. Il est aussi connu pour son soutien au fédéralisme européen.
Il meurt le 21 février 2002 dans le 7e arrondissement de Paris,.

## Distinctions, décorations et hommages
- Grand-croix de la Légion d'honneur
- Grand-croix de l'ordre national du Mérite (1986) ; grand officier du 5 juillet 1976[12]
- Croix de guerre 1939-1945
- Commandeur de l'ordre des Palmes académiques
- Grand officier de l'ordre du Ouissam alaouite [13]
- Docteur honoris causa de l'université Pantios d'Athènes
- Docteur honoris causa de l’université d'Athènes
- Docteur honoris causa de l’université libre de Bruxelles (ULB)
- Docteur honoris causa de l’université de Lausanne
- Docteur honoris causa de l’université du Costa Rica
- Grand prix de l’Académie des sciences morales et politiques (1985)
- Membre associé de l’Académie du royaume du Maroc[14]
- Membre de l’Académie d'Athènes
- En 1998, il est élu à l'Académie française au 5e fauteuil en remplacement de René Huyghe, le même jour qu’Erik Orsenna. Il est reçu par Jean-François Deniau dont le discours, plein d’humour, résume parfaitement le parcours de Georges Vedel, et son apport au droit public et aux institutions européennes.

La Faculté de droit de l’université Paris 1 Panthéon-Sorbonne a baptisé son centre de recherche du nom de Georges Vedel. L’école doctorale de droit public interne, science administrative et de science politique de l’université Paris-II (Assas) a adopté son nom en son honneur.[réf. souhaitée]

## Apports au droit positif
Il a véritablement transformé le droit constitutionnel. Il recourt au droit comparé pour dégager des lois tendancielles de la démocratie contemporaine.
Dans son Manuel de droit constitutionnel (1949), il développe deux conceptions de la démocratie : l'une individualiste, l'autre collective.
Il a prolongé cette réflexion dans les cours qu'il dispensait à l'Institut d'études politiques de Paris : il insistait sur une nouvelle dimension de la démocratie qui ne peut être limitée à la réalisation de la liberté politique mais qui doit permettre une amélioration du bien-être de chacun.
Son appartenance au Conseil constitutionnel lui a permis aussi d'imprimer sa marque sur cette institution. Pour lui, le juge constitutionnel est un contrôleur.
Georges Vedel voulait souligner que le contrôle de la constitution ne peut porter atteinte à la souveraineté nationale.
Georges Vedel a toujours refusé de reconnaître l'existence de normes supra constitutionnelles. En se référant à de telles normes le juge se ferait « source primaire du droit, puissance normative initiale, usurpateur de la souveraineté ».
Le Conseil constitutionnel doit veiller à concilier les différentes règles constitutionnelles sans en sacrifier une. Il rappelle les règles, dirige sur la bonne voie.
La contribution de Vedel au droit public est d'avoir démontré la profonde unité de ce droit en affirmant que le droit administratif trouvait ses fondements dans le droit constitutionnel.
L'administration se définit d'abord par référence au pouvoir exécutif, elle s'exerce par des actes de puissance publique qui procèdent du pouvoir de commander. Ce pouvoir de commander se trouve dans la constitution. Le droit administratif est le corps de règles spéciales applicables à l'activité du pouvoir exécutif car il use de la puissance publique.
Si la stabilité de notre administration peut être justement opposée à l'instabilité de nos régimes politiques, c'est parce que les bases constitutionnelles du droit administratif issues de l'œuvre de l'Assemblée constituante de 1789 et du Consulat ont toujours été maintenues.
Si désormais, formellement et matériellement, la constitution peut être reconnue comme base du système juridique, cela ne signifie pas que le droit constitutionnel absorbe l'ensemble du droit.
Si importante qu'ait été son analyse des bases constitutionnelles du droit administratif, Georges Vedel ne remet pas en cause l'existence de ce dernier et il a consacré à ce sujet de nombreuses études.
Le doyen Vedel a mis en évidence la particularité des notions et des définitions de référence du droit administratif. Il a systématisé la distinction des notions fonctionnelles et des notions conceptuelles. Cette recherche sur les bases intellectuelles du droit administratif a tout naturellement conduit le doyen Vedel à cerner les critères de répartition des compétences entre juridictions administratives et juridictions judiciaires.
Dès lors que l'on accepte comme un fait historique les variations qui ont affecté l'interprétation de la séparation des pouvoirs, il faut bien admettre que celle-ci ne peut être vraiment définie que par sa fonction qui est d'assurer l'indispensable indépendance de l'administration sans nuire au respect des droits des citoyens.
Georges Vedel s'est fortement opposé à l'arrêt Falco et Vidaillac et au contrôle de plus en plus étendu qu'exerce en réalité le Conseil d'État sur les décisions du Conseil supérieur de la magistrature.
Continuateur d'une grande tradition juridique, il restera pour avoir cultivé ce qu'il appelait le doute méthodique, renouvelé les principaux concepts du droit public et ouvert bien des pistes à la méditation des générations suivantes.

## Publications
- Georges Vedel, Droit administratif, Paris, Presses universitaires de France, coll. « Thémis », 1958
- Georges Vedel, Essai sur la notion de cause en droit administratif français, Paris, Sirey, 1934
- Georges Vedel (préf. Guy Carcassonne, Olivier Duhamel), Manuel élémentaire de droit constitutionnel, Paris, Dalloz, coll. « Bibliothèque Dalloz », 2002, 632 p. (ISBN 2-247-04267-8, présentation en ligne)

### Rapports publics
- Propositions pour une révision de la Constitution : 15 février 1993, Paris, La Documentation française, 1993, 137 p. (ISBN 2-11-002962-5, lire en ligne)

### Préfacier
- Guy Carcassonne (préf. Georges Vedel), La Constitution, Paris, Seuil, coll. « Points », 2011, 10e éd., 464 p. (ISBN 978-2-7578-2141-1, présentation en ligne)
- Charles Eisenmann (préf. Hans Kelsen, Georges Vedel), La Justice constitutionnelle et la haute Cour constitutionnelle d’Autriche, Paris, Economica, coll. « Collection Droit public positif », 1986, 383 p. (ISBN 2-7178-1210-5)
- Dominique Rousseau (préf. Georges Vedel), Droit du contentieux constitutionnel, Paris, Montchrestien, coll. « Domat », 2010, 9e éd., 592 p. (ISBN 978-2-7076-1676-0, présentation en ligne)
- Préface de l'ouvrage de Pierre Avril : Un président pour quoi faire ?, éditions du Seuil,1965